# Arvid Horn af Åminne
Arvid Gustaf Sigismund Horn af Åminne, född 29 januari 1841 på Näs säteri i Östra Stenby socken, död 5 maj 1922 i Stockholm (Oscars församling) var en svensk greve, ceremonimästare, rikshärold och arkivarie. 

## Biografi
Horn af Åminne var son till Arvid Sigismund Horn af Åminne (1795–1862) och Anna Arnell (1813–1864). Han utbildades i Uppsala med en kansliexamen och blev sedan extra ordinarie kanslist i finansdepartementet 1862 och kommerskollegium 1863. 1868 blev han kammarherre, och 1872 registrator och arkivarie i kommerskollegium. 1883 tillträdde han som ceremonimästare vid hovet, och blev sedan rikshärold och officiant vid Kungl. Maj:ts Orden 1888.
Han gifte sig 1867 med Charlotta Blomstedt (1848–1914), dotter till kammarherren Johan Otto Blomstedt och grevinnan Vilhelmina Lovisa Johanna von Schwerin. De fick fyra barn: Anna Charlotta Lovisa, Gustaf Arvid Otto Claës, Catharina Ebba Charlotta samt Henric Arvid Bengt Christer. Han avled 1922 i Stockholm.